# Бирине (заповідне урочище)
Би́рине — заповідне урочище в Україні. Розташоване в межах Новгород-Сіверського району Чернігівської області, на південний захід від села Бирине.
Площа 486 га. Статус присвоєно згідно з рішенням Чернігівського облвиконкому від 28.03.1964 року № 121; рішення від 10.06.1972 року № 303; рішення від 29.07.1975 року № 319; рішення від 27.12.1984 року № 454; рішення від 28.08.1989 року № 164. Перебуває у віданні ДП «Новгород-Сіверське лісове господарство» (Задеснянське лісництво, кв. 11-13, 19, 20, 26, 27, 32, 33).
Статус присвоєно для збереження частини лісового масиву з цінними насадженнями сосни. Заповідне урочище розташоване на лівобережній боровій терасі річки Десна.

## Галерея

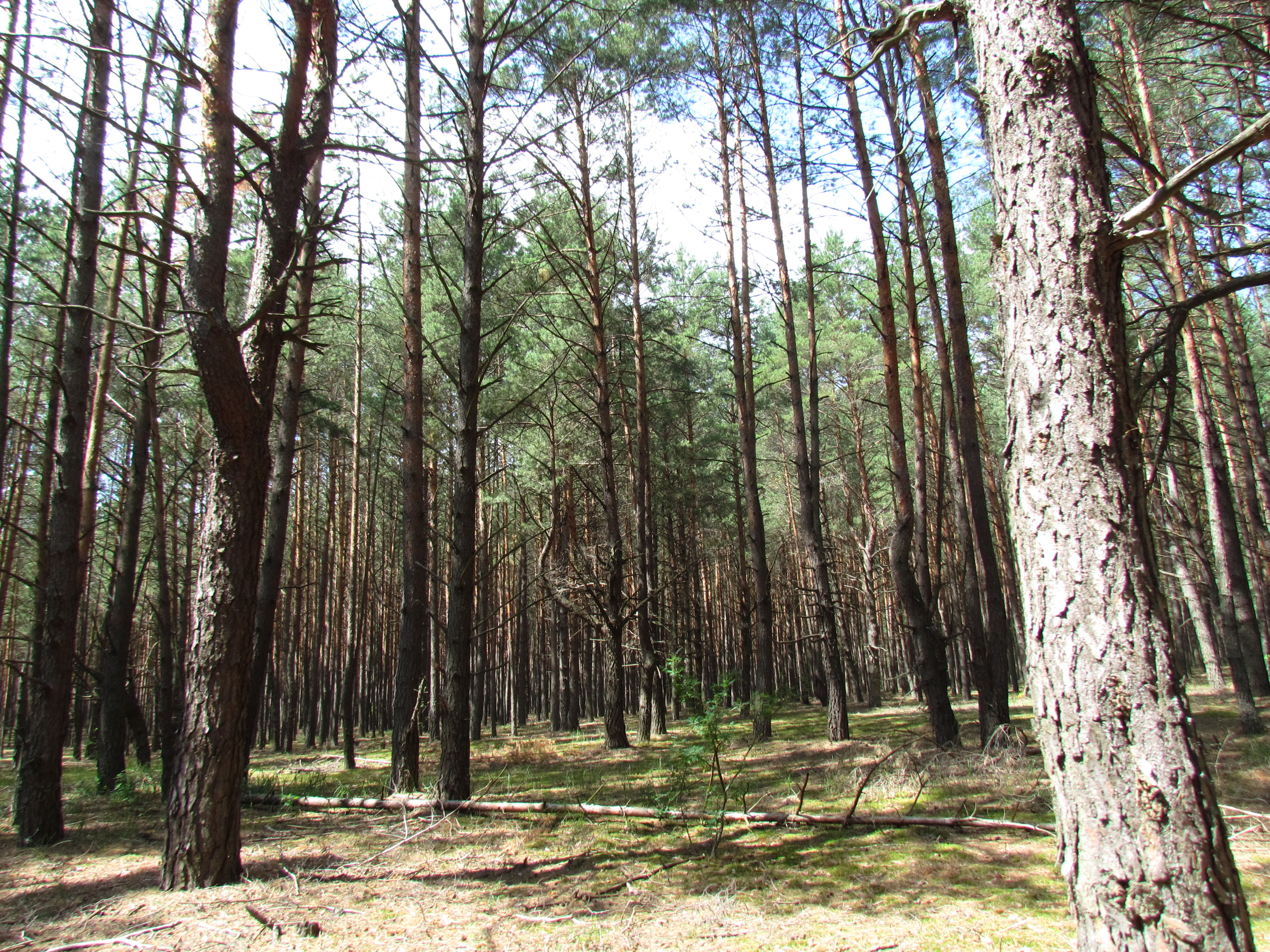
Биринський ліс
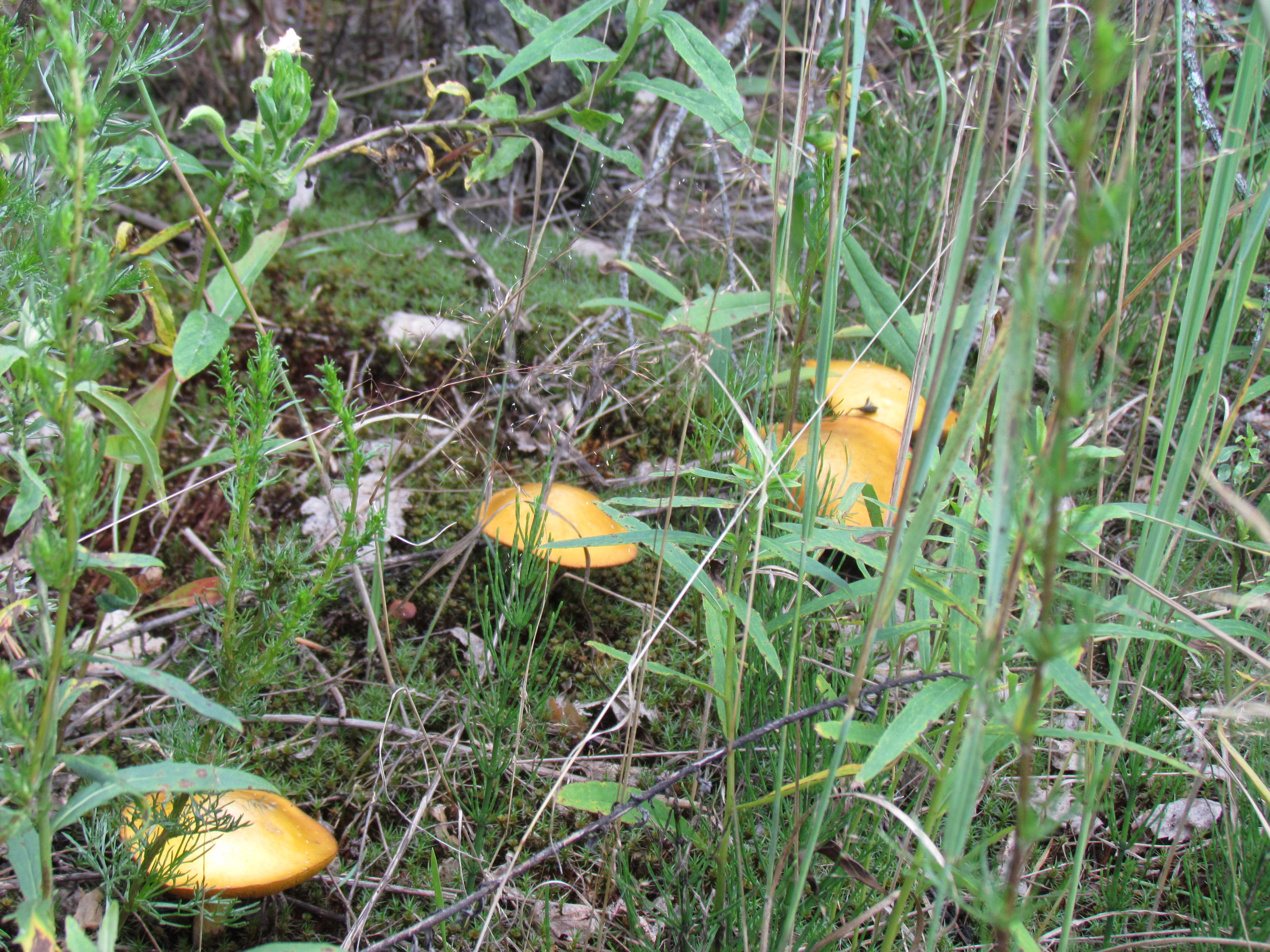
Маслючки в лісі
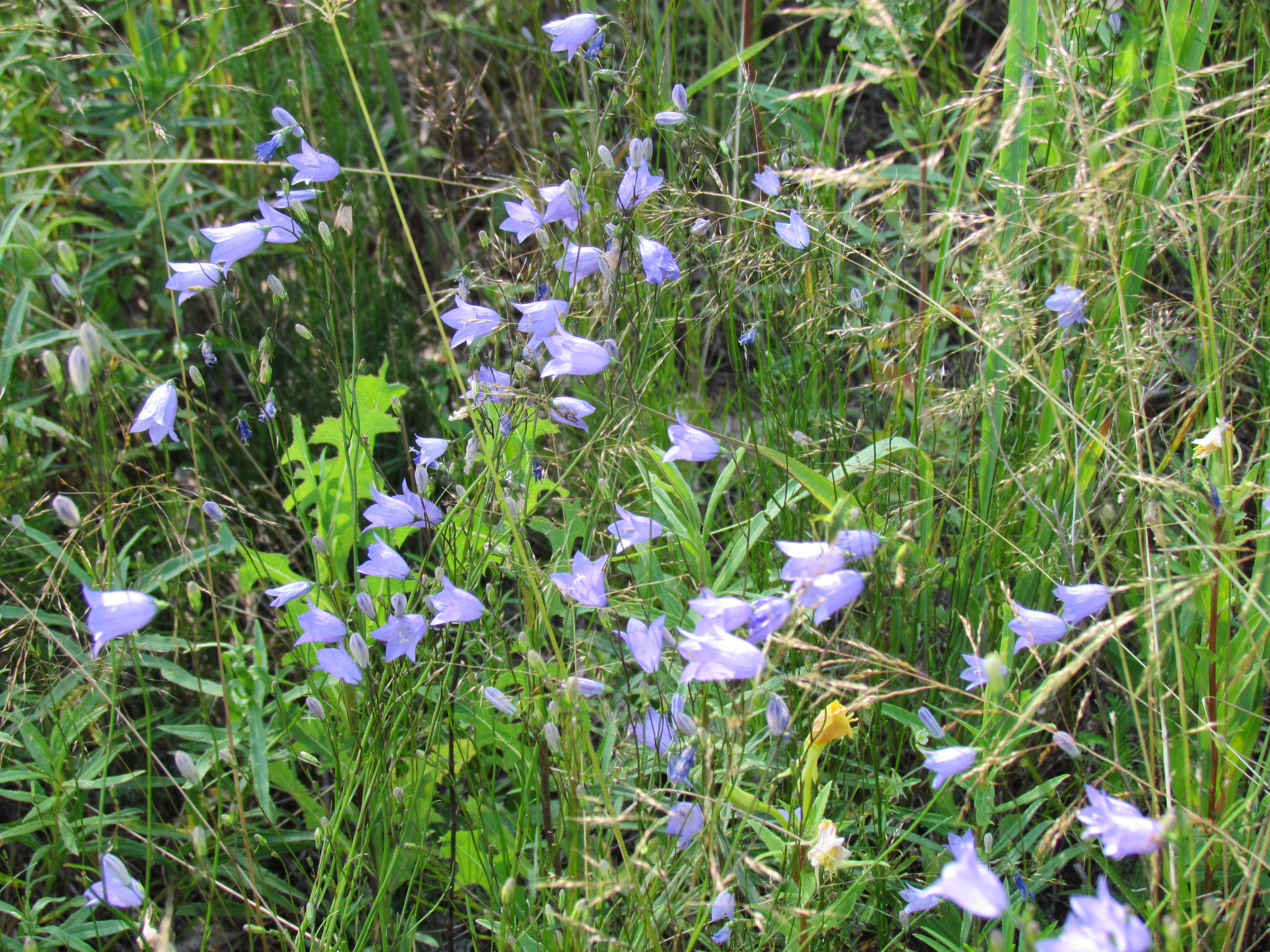
Лісові дзвіночки